# Thai Farmers Bank FC
El Thai Farmers Bank Football Club fue un equipo de fútbol de Tailandia fundado en 1987 en la capital Bangkok y propiedad de la entidad bancaria Thai Farmers Bank.
En 1997 con una gran crisis financiera en Asia, el equipo perdió un 49% de sus ingresos por patrocinio como resultado de ser tomado por inversionistas extranjeros. La crisis financiera continuó y en el año 2000 el equipo oficialmente desapareció.
A nivel nacional logró palmarés tales como 5 Copas Kor Royal (1991, 1992, 1993, 1995 y 2000) 1 Copa FA de Tailandia (1999) y 4 Copas de la Reina de Tailandia (1994, 1995, 1996 y 1997). A nivel internacional es hasta la fecha el primer y único equipo de Tailandia en haber obtenido la principal competencia asiática entre clubes de Asia, la Liga de Campeones de la AFC en 1994 y 1995, además de haber obtenido una Copa Afroasiática en 1994 (un certamen parecido a la Copa Intercontinental que disputaban los campeones continentales de Sudamérica y Europa).

## Palmarés

### Títulos nacionales (10)
- Copa Kor Royal (5): 1991, 1992, 1993, 1995, 2000
- Copa FA de Tailandia (1): 1999
- Copa de la Reina de Tailandia (4): 1994, 1995, 1996, 1997

### Títulos internacionales (3)
- Liga de Campeones de la AFC (2): 1994, 1995
- Copa Afro-Asiática (1): 1994

- Subcampeón de la Copa Afroasiática (1): 1995

## Participación en competiciones de la AFC
- Liga de Campeones de la AFC: 5 apariciones

1993 - Tercera Ronda clasificatoria
1994 - Campeón
1995 - Campeón
1996 - 3.er lugar
1997 - 2.ª Ronda

### Récord Asiático
| Temporada | Equipo 1          | Marcador | Equipo 2            |
| --------- | ----------------- | -------- | ------------------- |
| 1992-93   | Thai Farmers Bank | 2-0      | Arseto Solo         |
|           | Thai Farmers Bank | 0-3      | Arseto Solo         |
| 1993-94   | Thai Farmers Bank | 2-2      | Arema Malang        |
|           | Thai Farmers Bank | 4-1      | Arema Malang        |
|           | Thai Farmers Bank | 1-1      | Liaoning FC         |
|           | Thai Farmers Bank | 2-2      | Muharraq Club       |
|           | Thai Farmers Bank | 1-1      | Verdy Kawasaki      |
|           | Thai Farmers Bank | 2-1      | Oman Club           |
| 1994-95   | Thai Farmers Bank | 4-0      | Mohun Bagan AC      |
|           | Thai Farmers Bank | 2-0      | Liaoning FC         |
|           | Thai Farmers Bank | 1-2      | Verdy Kawasaki      |
|           | Thai Farmers Bank | 0-1      | Ilhwa Chunma        |
|           | Thai Farmers Bank | 2-2      | FK Neftchi Farg'ona |
|           | Thai Farmers Bank | 1-0      | Al-Arabi            |
| 1995-96   | Thai Farmers Bank | 6-0      | Club Valencia       |
|           | Thai Farmers Bank | 1-0      | Club Valencia       |
|           | Thai Farmers Bank | 1-1      | Ilhwa Chunma        |
|           | Thai Farmers Bank | 0-0      | Verdy Kawasaki      |
| 1996-97   | Thai Farmers Bank | 1-3      | Pohang Steelers     |
|           | Thai Farmers Bank | 0-2      | Pohang Steelers     |

## Jugadores

### Jugadores destacados
| - Netipong Srithong-In - Choketawee Promrut - Sanor Longsawang | - Sutee Suksomkit - Worrawoot Srimaka - Sasom Pobpraserd | - Kritsana Wongbudee - Apichet Puttan - Watcharapong Klahan |